# Edgar Retière
Pour les articles homonymes, voir Retière.
Pas d'image ? Cliquez ici

a Compétitions nationales et continentales officielles uniquement.

b Matchs officiels uniquement.
Dernière mise à jour le 25 novembre 2024.
Edgar Retière, né le 29 janvier 2001, est un joueur français de rugby à XV. Il évolue au poste de demi d'ouverture au Biarritz olympique.
Il est le fils de Didier Retière, ancien entraîneur adjoint du XV de France et directeur technique national et le frère cadet d'Arthur Retière, international français de rugby à XV.

## Biographie
Edgar Retière débute la pratique du rugby à XV à l'âge de cinq ans au CS Nuits-Saint-Georges où il évolue jusqu'à intégrer le pôle espoirs de Dijon puis le centre de formation du Stade toulousain à 18 ans. Il intègre le Pôle France pour la saison 2020-2021.
En février 2024, il est prêté au Rouen NR en Pro D2 jusqu'à la fin de la saison.
Puis, il s'engage au Biarritz olympique à partir de la saison 2024-2025.